# Henry Pettitt
Henry Alfred Pettitt (7 de abril de 1848 – 24 de dezembro de 1893) foi um ator e dramaturgo britânico.
Muitas de suas peças foram musicadas por Meyer Lutz.[carece de fontes?]

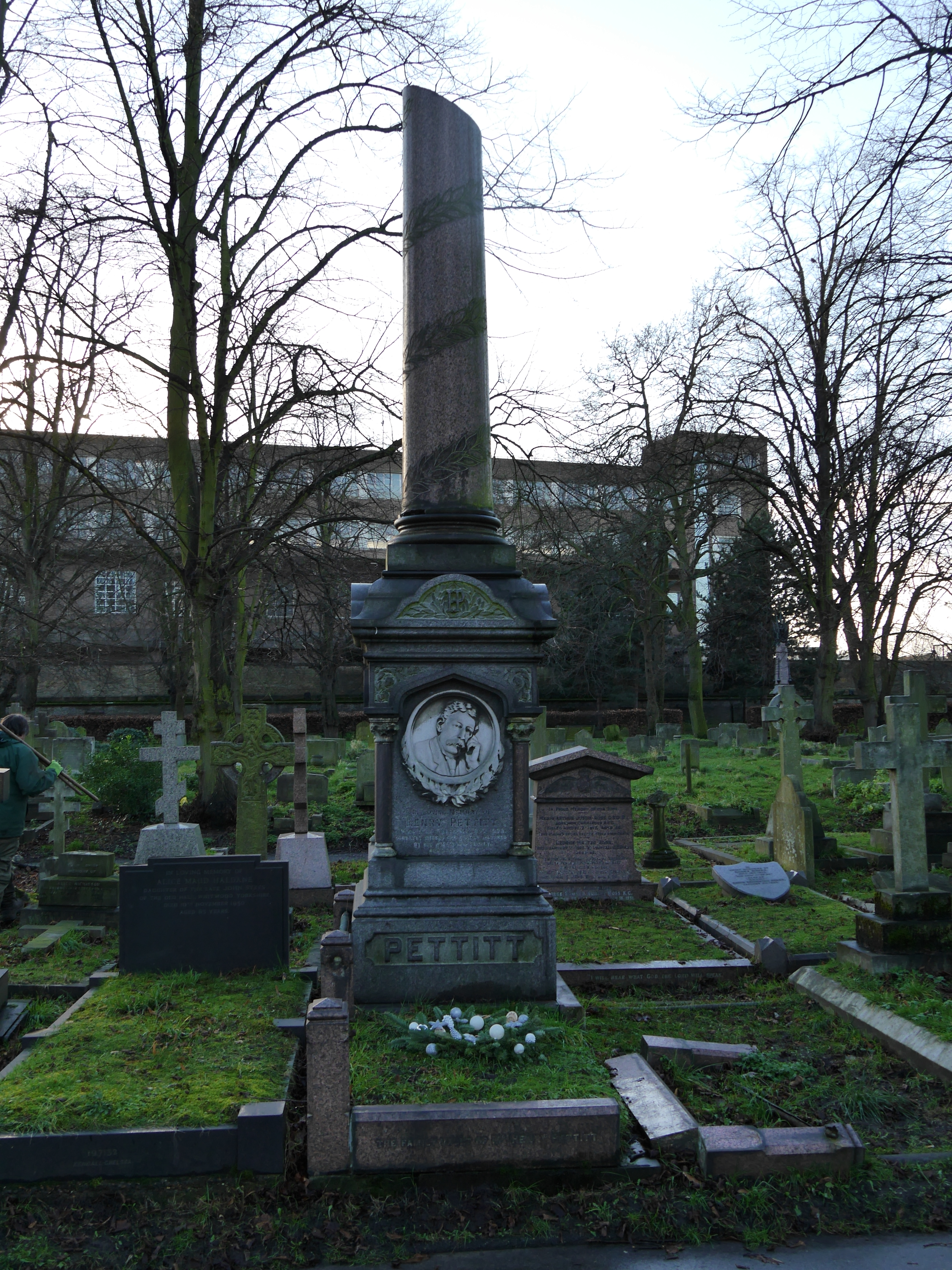
Monumento funerário